# Lac des Fades-Besserve
Le lac des Fades-Besserve est un lac artificiel créé par le barrage des Fades, situé dans le département du Puy-de-Dôme, en Auvergne-Rhône-Alpes, érigé en 1968 sur la Sioule. Ce vaste plan d'eau s'étend sur environ 385 hectares et offre une profondeur maximale de 45 mètres selon les variations saisonnières.

## Histoire et construction
Le barrage des Fades, situé sur la commune de Saint-Priest-des-Champs, est conçu pour la production hydroélectrique. Initialement destiné à maîtriser les crues de la Sioule, il contribue également à l’irrigation et à l'approvisionnement en eau des communes voisines.

## Caractéristiques environnementales
Le lac est entouré de paysages variés, mêlant collines verdoyantes et points de vue panoramiques, tels que le méandre de Queuille, un site emblématique de la région. La biodiversité aquatique est riche, malgré des épisodes récurrents de prolifération de cyanobactéries ayant conduit à des interdictions temporaires de baignade et de pêche.

## Activités et tourisme
Le lac est une destination prisée pour les loisirs nautiques, la pêche et la baignade. Le Lac des Fades dispose d'un slalom de ski nautique et est prisé des amateurs de wake-surf. Trois plages aménagées, surveillées en été, accueillent les visiteurs en quête de détente. Des activités comme la randonnée, l'observation du viaduc des Fades, un ouvrage ferroviaire historique, ou du méandre de Queuille complètent l'offre touristique.

## Enjeux écologiques et gestion
La gestion du lac inclut des travaux réguliers sur le barrage pour assurer la sécurité et la pérennité de l'installation. En 2024, une opération d'empoissonnement de black-bass a été menée pour renforcer la diversité piscicole.